# 安政
安政（あんせい）は、日本の元号の一つ。嘉永の後、万延の前。大化以降223番目、239個目の元号。1855年から1860年までの期間を指す。この時代の天皇は、孝明天皇。江戸幕府将軍は、徳川家定、徳川家茂。

## 改元
- 嘉永7年11月27日（グレゴリオ暦1855年1月15日[2]）： 内裏炎上、地震、黒船来航などの災異のため改元
- 安政7年3月18日（グレゴリオ暦1860年4月8日）： 万延に改元

朝廷は「文長」を希望していたが、幕府の介入によって「安政」に差し替えられ、実施日も前将軍徳川家慶の月法要（毎月22日）終了後に変えられた。

## 安政年間の出来事
安政期には大きな地震が相次いで発生したが、安政伊賀地震・安政東海地震・安政南海地震・豊予海峡地震は、「安政」への改元前の嘉永7年に発生した地震である。このため、これらの地震は本来「嘉永の大地震」と称すべきだという見解がある。
一方、明治の改元にあたっては詔勅で「慶応4年（1868年）を明治元年と改元する（改慶応四年為明治元年）」としており、慶応4年1月1日に遡って明治元年と改元されているのであり（立年改元）、これ以前も例えば、嘉永七年に出された詔勅では「改嘉永七年為安政元年」と書かれており、嘉永7年（1854年）は1月1日に遡り安政元年に改元されたとも解釈され、歴史年表も安政元年を採用しているので「安政の大地震」とすべきという見解もある。
また、日本史的大事件として江戸幕府崩壊の引き金となる、安政の大獄（安政5年）および、桜田門外の変（安政7年）が起きた。上記の後者の考えに基づけば桜田門外の変は万延元年の発生となる。
- 嘉永7年/安政元年（1854年–1855年[2]）
  - 1月16日（2月13日）: ペリーが前年に引き続き江戸湾に再来。
  - 1月24日（2月21日）: 一朱銀を通用開始。お台場銀と呼ばれる。
    - 3月3日（3月31日）: 日米和親条約（神奈川条約）を締結。

  - 4月6日（5月2日）: 京都の大火により内裏を焼失。
  - 6月15日（7月9日）: 伊賀上野地震（安政伊賀地震）。
  - 9月26日（11月16日）: 土佐藩上ノ加江村（現在の中土佐町）で往来が止まるほどの大雪が観測される[7]。
  - 11月4日（12月23日）: 安政東海地震。津波でディアナ号遭難。
  - 11月5日（12月24日）: 安政南海地震。稲むらの火のモデル。
  - 11月7日（12月26日）: 豊予海峡地震。
  - 11月27日（1855年1月15日）: 安政に改元。
  - 12月21日（1855年2月7日）: 日露和親条約締結。
- 安政2年（1855年）
  - 平安様式に倣った安政内裏を再建。
  - 2月1日（3月18日）: 飛騨地震。
  - 10月2日（11月11日）: 安政江戸地震。小石川の水戸藩邸で藤田東湖・戸田蓬軒圧死。
- 安政3年（1856年）
  - 7月21日（8月21日）: ハリスが下田に着任。通貨の交換率など幕府との交渉にあたる。
  - 7月23日（8月23日）: 安政八戸沖地震。陸奥八戸で強震、津波被害。
  - 8月25日（9月23日）: 安政3年の台風で江戸に猛烈な暴風と高潮。死者10万人。
- 安政4年（1857年）
  - 正月 - 甲斐国・甲府で博徒の三井卯吉が、敵対する博徒集団に襲撃され死亡。
- 安政5年（1858年）
  - 福沢諭吉が蘭学塾（慶應義塾の前身）を創立。
  - 2月26日（4月9日）: 飛越地震。北陸地方で大きな被害。
  - 3月12日（4月25日）: 朝廷で日米修好通商条約の反対を巡り、廷臣八十八卿列参事件が起こる。
  - 6月19日（7月29日）: 江戸幕府、日米修好通商条約始め、安政の五か国条約に無勅許調印。
  - 9月5日（10月11日）: 大老井伊直弼による反対派弾圧が始まる（安政の大獄）。
  - 〜安政7年にかけてコレラが大流行。

- 安政6年（1859年）

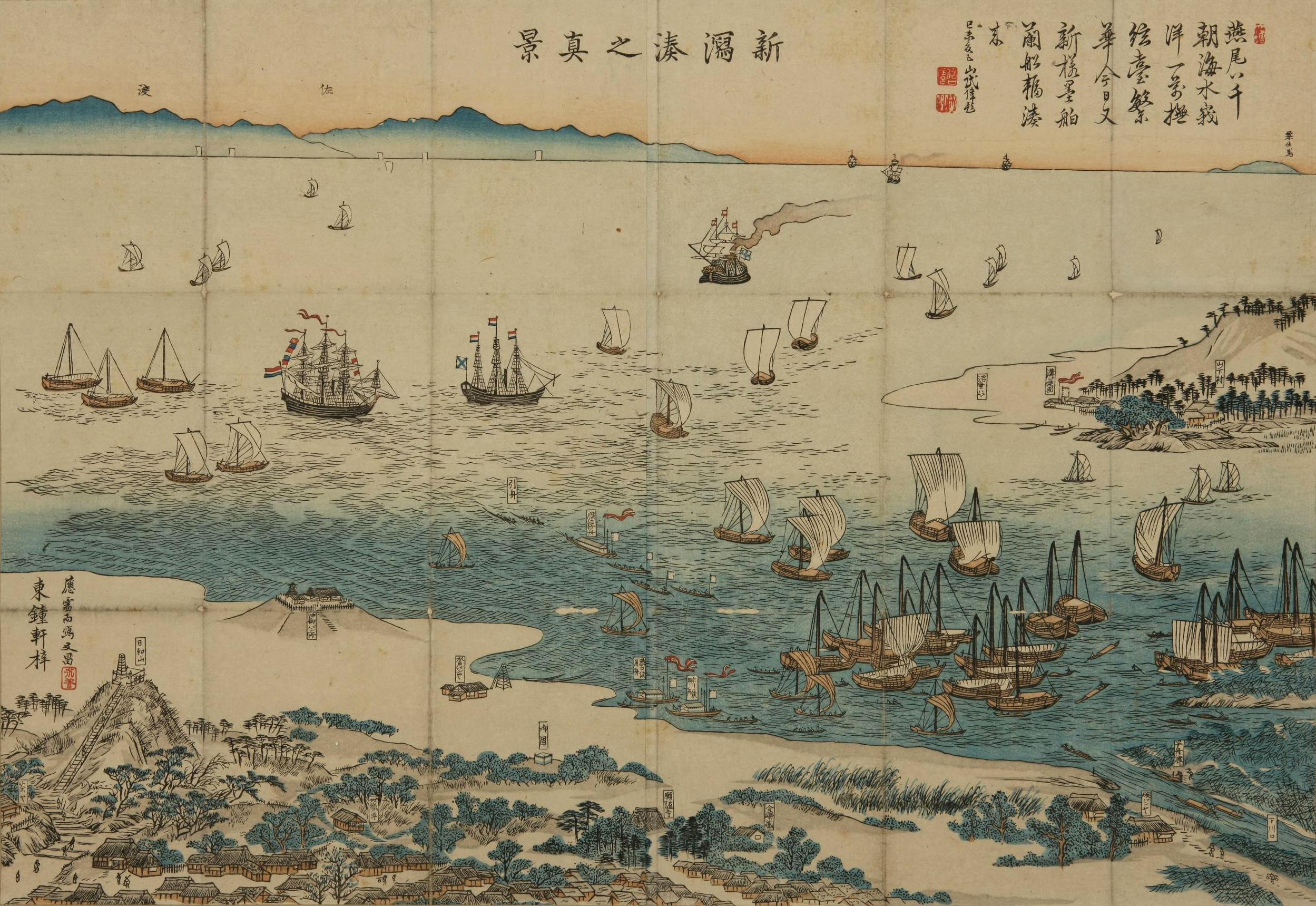
錦絵『新潟湊之真景』安政6年（1859年）井上文昌筆（新潟県立図書館蔵）

  - 3月16日 （3月16日）：芸妓・小染の乗った船が遠州灘で暴風雨に遭い、ハワイへ漂着[8]。
  - 5月25日（6月25日）: 開国による小判流出防止の目的で、正字金および二朱銀を鋳造開始。ハリスらの抗議により、8月11日（9月7日）に鋳造停止。（幕末の通貨問題）。
  - 6月2日（7月1日）: 横浜港開港。
  - 12月27日（1860年1月19日）: 政字銀を通用開始。最低品位の銀。
- 安政7年/万延元年（1860年）
  - 1月 - 歌舞伎『三人吉三廓初買』江戸市村座で初演。二代目河竹新七（黙阿弥）作。
  - 3月3日（3月24日）: 大老井伊直弼が江戸城桜田門外で暗殺される（桜田門外の変）。

### 誕生
- 安政2年（1855年）: 犬養毅（第6代立憲政友会総裁、第29代内閣総理大臣）
- 安政3年（1856年）: 原敬（第3代立憲政友会総裁、第19代内閣総理大臣）
- 安政5年（1858年）: 斎藤実（海軍大将、第30代内閣総理大臣）、御木本幸吉（実業家）
- 安政5年（1858年）: 山本兵吉（猟師、三毛別羆事件のヒグマを仕留めた）
- 安政6年（1859年）: 櫛引弓人（興行師、日米で博覧会王の異名を取った）
- 安政7年（1860年）: 加藤高明（初代憲政会総裁、第24代内閣総理大臣）

### 死去
- 安政2年（1855年）: 江川英龍（享年55）、遠山景元（享年63）
- 安政4年（1857年）: 阿部正弘（享年39）
- 安政5年（1858年）: 徳川家定（享年35）、島津斉彬（享年50）
- 安政6年（1859年）: 安島帯刀（享年49、安政の大獄で切腹）、梅田雲浜（享年45、安政の大獄で獄死）、橋本左内（享年26、安政の大獄で刑死）、頼三樹三郎（享年34、安政の大獄で刑死）、吉田松陰（享年30、安政の大獄で刑死）
- 安政7年（1860年）: 井伊直弼（享年46、桜田門外の変で暗殺）

## 西暦との対照表
※は小の月を示す。¶は改元月を示す。
| 安政元年（甲寅） | 一月※     | 二月  | 三月※ | 四月   | 五月※ | 六月    | 七月  | 閏七月※ | 八月  | 九月※ | 十月    | 十一月※¶ | 十二月    |
| ---------------- | --------- | ----- | ----- | ------ | ----- | ------- | ----- | ------- | ----- | ----- | ------- | -------- | --------- |
| グレゴリオ暦     | 1854/1/29 | 2/27  | 3/29  | 4/27   | 5/27  | 6/25    | 7/25  | 8/24    | 9/22  | 10/22 | 11/20   | 12/20    | 1855/1/18 |
| ユリウス暦       | 1854/1/17 | 2/15  | 3/17  | 4/15   | 5/15  | 6/13    | 7/13  | 8/12    | 9/10  | 10/10 | 11/8    | 12/8     | 1855/1/6  |
| 安政二年（乙卯） | 一月※     | 二月  | 三月※ | 四月※  | 五月  | 六月    | 七月※ | 八月    | 九月  | 十月※ | 十一月  | 十二月※  |           |
| グレゴリオ暦     | 1855/2/17 | 3/18  | 4/17  | 5/16   | 6/14  | 7/14    | 8/13  | 9/11    | 10/11 | 11/10 | 12/9    | 1856/1/8 |           |
| ユリウス暦       | 1855/2/5  | 3/6   | 4/5   | 5/4    | 6/2   | 7/2     | 8/1   | 8/30    | 9/29  | 10/29 | 11/27   | 12/27    |           |
| 安政三年（丙辰） | 一月      | 二月※ | 三月※ | 四月   | 五月※ | 六月    | 七月※ | 八月    | 九月  | 十月  | 十一月※ | 十二月   |           |
| グレゴリオ暦     | 1856/2/6  | 3/7   | 4/5   | 5/4    | 6/3   | 7/2     | 8/1   | 8/30    | 9/29  | 10/29 | 11/28   | 12/27    |           |
| ユリウス暦       | 1856/1/25 | 2/24  | 3/24  | 4/22   | 5/22  | 6/20    | 7/20  | 8/18    | 9/17  | 10/17 | 11/16   | 12/15    |           |
| 安政四年（丁巳） | 一月※     | 二月  | 三月※ | 四月※  | 五月  | 閏五月※ | 六月  | 七月※   | 八月  | 九月  | 十月※   | 十一月   | 十二月    |
| グレゴリオ暦     | 1857/1/26 | 2/24  | 3/26  | 4/24   | 5/23  | 6/22    | 7/21  | 8/20    | 9/18  | 10/18 | 11/17   | 12/16    | 1858/1/15 |
| ユリウス暦       | 1857/1/14 | 2/12  | 3/14  | 4/12   | 5/11  | 6/10    | 7/9   | 8/8     | 9/6   | 10/6  | 11/5    | 12/4     | 1858/1/3  |
| 安政五年（戊午） | 一月※     | 二月  | 三月※ | 四月※  | 五月  | 六月※   | 七月※ | 八月    | 九月  | 十月※ | 十一月  | 十二月   |           |
| グレゴリオ暦     | 1858/2/14 | 3/15  | 4/14  | 5/13   | 6/11  | 7/11    | 8/9   | 9/7     | 10/7  | 11/6  | 12/5    | 1859/1/4 |           |
| ユリウス暦       | 1858/2/2  | 3/3   | 4/2   | 5/1    | 5/30  | 6/29    | 7/28  | 8/26    | 9/25  | 10/25 | 11/23   | 12/23    |           |
| 安政六年（己未） | 一月      | 二月※ | 三月  | 四月※  | 五月※ | 六月    | 七月※ | 八月※   | 九月  | 十月※ | 十一月  | 十二月   |           |
| グレゴリオ暦     | 1859/2/3  | 3/5   | 4/3   | 5/3    | 6/1   | 6/30    | 7/30  | 8/28    | 9/26  | 10/26 | 11/24   | 12/24    |           |
| ユリウス暦       | 1859/1/22 | 2/21  | 3/22  | 4/21   | 5/20  | 6/18    | 7/18  | 8/16    | 9/14  | 10/14 | 11/12   | 12/12    |           |
| 安政七年（庚申） | 一月      | 二月※ | 三月¶ | 閏三月 | 四月※ | 五月※   | 六月  | 七月※   | 八月※ | 九月  | 十月※   | 十一月   | 十二月    |
| グレゴリオ暦     | 1860/1/23 | 2/22  | 3/22  | 4/21   | 5/21  | 6/19    | 7/18  | 8/17    | 9/15  | 10/14 | 11/13   | 12/12    | 1861/1/11 |
| ユリウス暦       | 1860/1/11 | 2/10  | 3/10  | 4/9    | 5/9   | 6/7     | 7/6   | 8/5     | 9/3   | 10/2  | 11/1    | 11/30    | 12/30     |